# Everybody's Fool
"Everybody's Fool" este al patrulea și ultimul single de pe albumul Fallen al formației Evanescence. După cum a declarat Amy Lee, cântecul este despre celebritățile false care se dezbracă și care își vând corpul lor pentru publicitate, deci se poate spune că piesa este despre celebritățile care au o imagine complet falsă.
A fost interpretat greșit ca un mesaj împotriva creștinismului. Tema videoclipului e că aceste celebrități vând numai minciuni.
După realizarea single-ului "My Immortal" nu mai apăreau nici o știre de la Evanescence
Au apărut zvonuri că Imaginary (piesa #7 de pe Fallen) va fi ultimul single. Surpriza a fost când "Everybody's Fool" a fost realizat.

## Lista pieselor
- CD single (versiunea Europeană) (realizat în 2004)

1. "Everybody's Fool" (versiunea albumului) (Lee, Amy /Hodges, David/Moody, Ben) — 3:15
2. "Taking Over Me" (Live în Köln) (Lee, Amy /Hodges, David/Moody, Ben/LeCompt, John) — 4:06
3. "Whisper" (Live în Köln) (Lee, Amy /Moody, Ben) — 5:22
4. "Everybody's Fool" (versiunea intrumentală) (Lee, Amy /Hodges, David/Moody, Ben) — 3:15